# Daniel Siewiorek
Daniel Paul Siewiorek (* 2. Juni 1946 in Cleveland) ist ein US-amerikanischer Computeringenieur.
Siewiorek studierte Elektrotechnik an der University of Michigan mit dem Bachelorabschluss 1968 und an der Stanford University mit dem Masterabschluss 1969 und der Promotion 1972. 1972 wurde er Associate Professor und 1980 Professor für Elektrotechnik und Informatik an der Carnegie Mellon University (später als Buhl University Professor). Er war dort 1994 bis 1998 Direktor des Engineering Design Research Center und 1998 einer der Gründer von dessen Nachfolger, des Institute for Complex Engineered Systems. Ab 1999 war er Direktor des Human Computer Interaction Institute.
1972 bis 1986 war er Berater für DEC.
Siewiorek entwickelte mehrere Multiprozessor Systeme, darunter das Cm* Projekt mit 50 Einzelprozessoren Mitte der 1970er Jahre in Zusammenarbeit mit Ingenieuren von DEC (und basierend auf deren erstem Mikroprozessor LSI 11). Im Projekt wurden viele Ideen über Parallelrechner und deren Programmierung getestet und Siewiorek veröffentlichte darüber ein Buch. Außerdem ist er Experte für Zuverlässigkeit von Computersystemen und beriet in dieser Frage die Industrie. Er war Vorsitzender des IEEE Technical Committee on Fault Tolerant Computing. Er leitete ein interdisziplinäres Team von Studenten und Ingenieuren, das rund 20 Mobile Computing Anwendungen entwickelte (mit Anwendungen zum Beispiel in der Flugzeug- und Automobil-Wartung und Medizin).
Er ist Autor mehrerer Monographien, darunter ein Standardwerk von Fallstudien über Computerarchitektur, das er mit Gordon Bell herausgab.
1988 erhielt er den Eckert-Mauchly Award. 2000 wurde er Mitglied der National Academy of Engineering. Er ist Fellow der IEEE und der Association for Computing Machinery (ACM).
Er ist seit 1972 verheiratet und hat zwei Töchter.

## Schriften
- mit Gordon Bell, Allen Newell: Computer Structures: Principles and Examples, McGraw Hill 1982
- mit Harold S. Stone: Introduction to computer organization and data structures, PDP-11 edition, McGraw Hill 1975
- mit Mario Barbacci: The design and analysis of instruction set processors, McGraw Hill 1982
- mit Philip Koopman: The architecture of supercomputers: Titan, a case study, Academic Press 1991
- mit William Birmingham, Anurag Gupta: Automating the design of computer systems : the MICON Project, Jones and Bartlett 1992
- mit Edward Gehringer, Zahry Segall: Parallel processing : the Cm* experience, Digital Press 1987
- mit Robert S. Swarz: Reliable computer systems: design and evaluation, 3. Auflage,  A. K. Peters 1998